# 克瓦爾克諾區

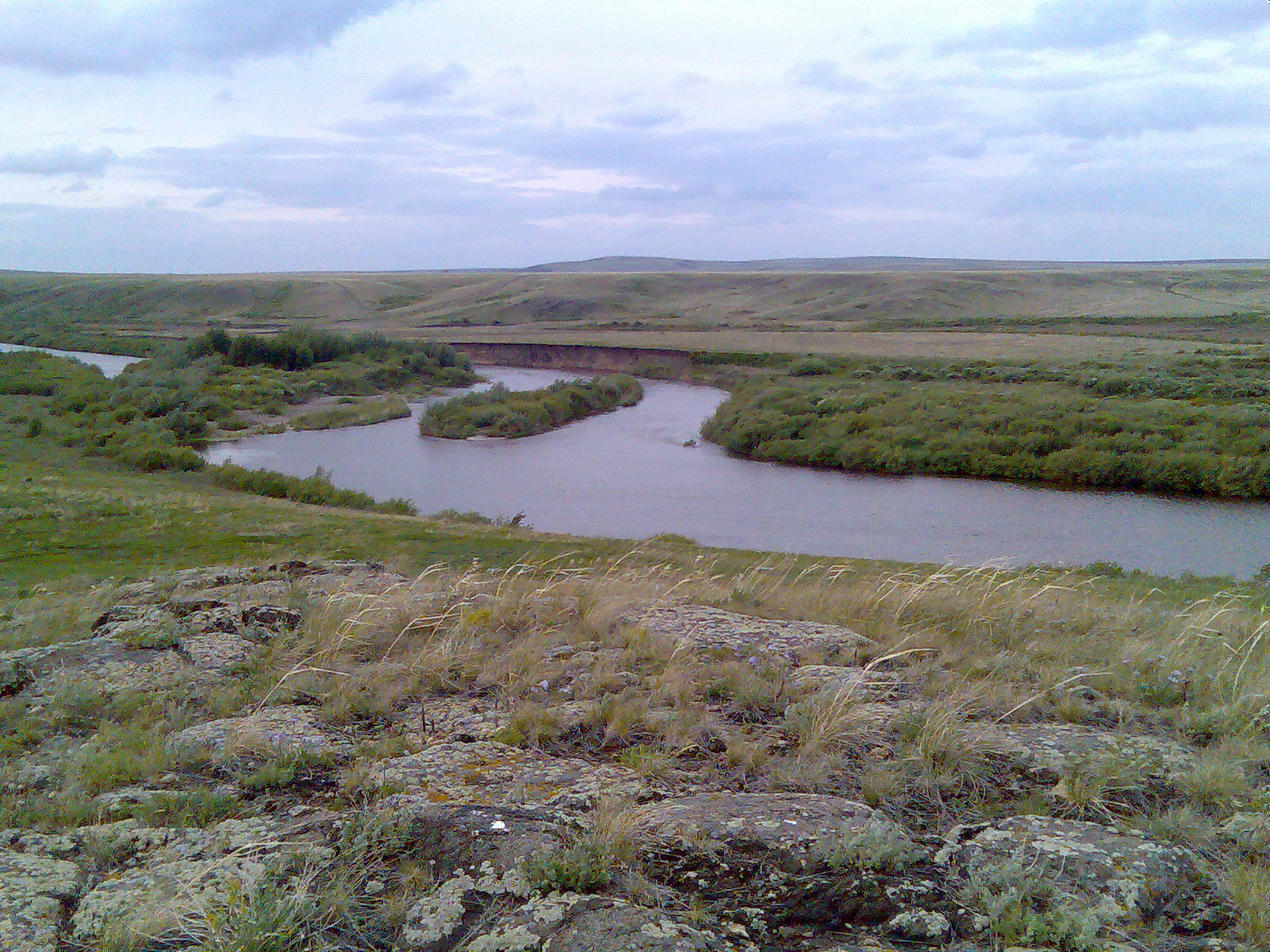

51°57′N 59°53′E / 51.950°N 59.883°E
克瓦爾克諾區（俄语：Кваркенский район），是俄羅斯的一個區，位於該國西南部，由奧倫堡州負責管轄，面積5,200平方公里，2010年人口18,655，人口密度每平方公里3.59人。